# АКСМ-Т811
БКМ-Т811 (также АКСМ-Т811) —  трамвайный вагон производства белорусского  предприятия «БКМ Холдинг». Это трамвай с низким уровнем пола по всей длине салона, производство которого началось в 2022 году.

## История создания
Производство начато в 2022 году, и с этого же года ТС было показано в  городах России и Беларуси. На базе этого трамвая был создан первый белорусско-российский трамвай Т811 «МиНиН», эксплуатируемый в Нижнем Новгороде, и производимый акционерным обществом «Нижэкотранс», проинвестированным «БКМ Холдинг» и другими компаниями из Российской Федерации.

## Кузов
БКМ-Т811 это трамвайный вагон с низкопольной конструкцией по всему салону. Кузов БКМ-Т811 изготовлен из стеклопластиковых панелей, устойчивых к коррозии, что позволяет вагону служить не менее 30 лет. Передний, сильно вытянутый бампер служит как элемент безопасности для пешеходов, чтобы случайно попавшего под трамвай отбрасывало в сторону. Так же эта часть служит для прикрытия сцепного устройства для буксировки и работы по системе многих единиц (СМЕ). Подрамник и конструкция изготовлены из стали с учётом коррозионной стойкости. Трамвай оснащён различным оборудованием для обеспечения безопасности, таким как автоматическая система пожаротушения и камеры видеонаблюдения.

## Двери
Для посадки и высадки пассажиров предназначена пара одностворчатых прислонно-сдвижных дверей в конце и начале вагона, и 2 двустворчатые прислонно-сдвижные двери между тележками. Двери оборудованы системой противозащемления пассажиров. Установлена откидная аппарель, в салоне предусмотрены места для приоритетной категории пассажиров, место для маломобильных граждан с удерживающей ременной системой и кнопкой для связи с водителем.

## Салон
В салоне имеется 35 мест для пассажиров, у каждого имеется собственный порт USB для зарядки. Освещение в салоне светодиодное, имеется кондиционер и 8 электрических печей для обогрева салона. Номинальная вместимость салона — 112 человек, максимальная — 159 человек.

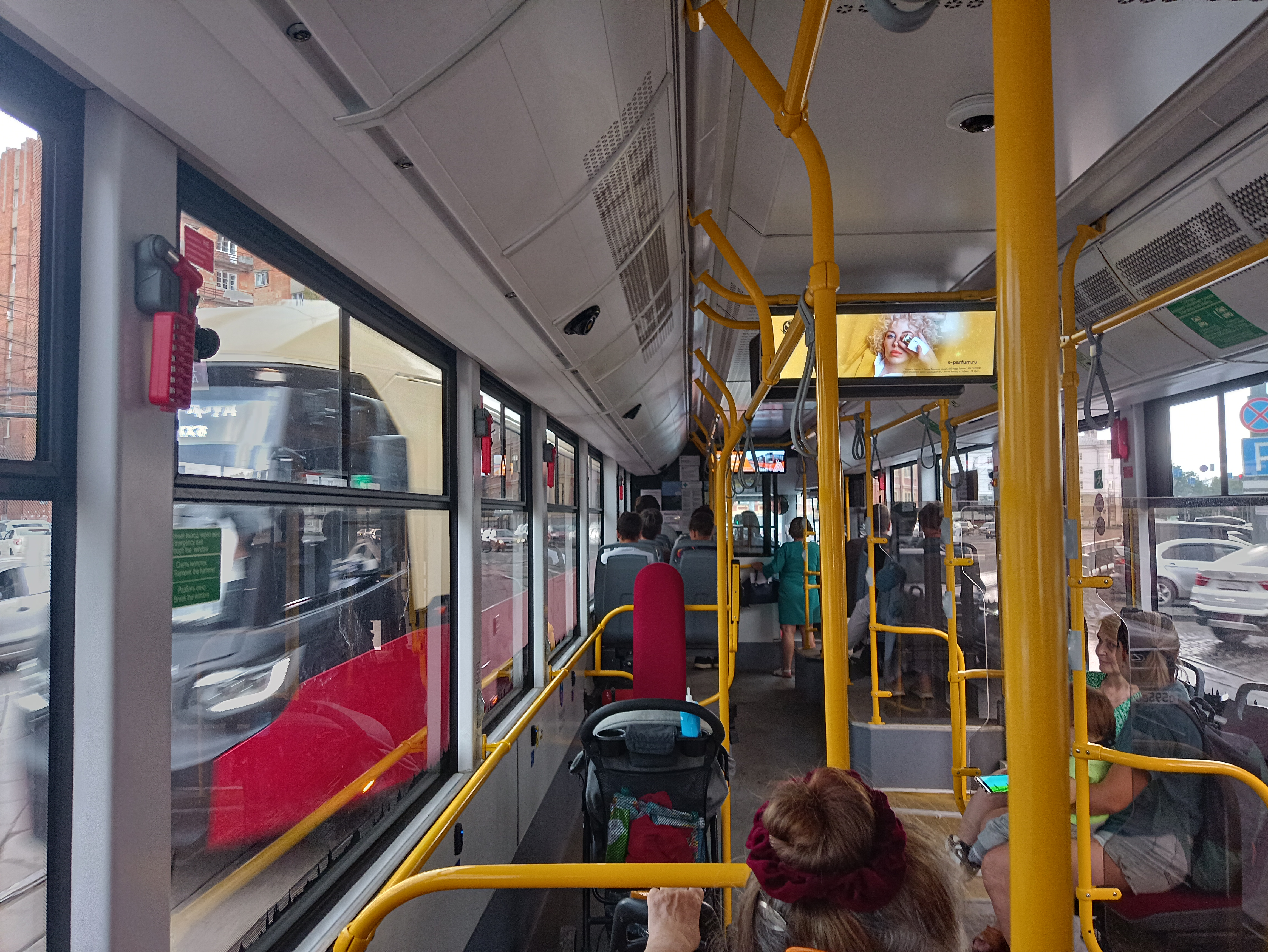
Салон трамвайного вагона «МиНиН»,
вид вперёд

## Привод
Тяговые электродвигатели — современное оборудование собственной разработки «БКМ Холдинг», они имеют общую мощность 72х4 кВт, на каждой тележке установлено по 2 ТЭДа. Тяговые электродвигатели могут  дополнительно питаться от аккумуляторной батареи, позволяющей проехать до 5 км без внешнего источника питания в чрезвычайных ситуациях, таких как отключение электроэнергии.

## Тормозные системы
Торможение вагона осуществляется с помощью электромеханического и дискового тормоза, колодки которого размещены на осях. Присутствует электродинамический и магниторельсовый тормоз, подвешенный между колёсными парами с двух сторон.

## Эксплуатация
| Страна   | Город           | Количество | Год выпуска | Примечание |
| Россия   | Нижний Новгород | 65 единиц  | 2023—2024   | В процессе сборки находится ещё 15 вагонов                                                                                           |
| Россия   | Самара          | 12 единиц  | 2023        | |
| Россия   | Краснодар       | 20 единиц  | 2024        | |
| Беларусь | Минск           | 20         | 2024        | Происходит процесс передачи и постепенная обкатка вагонов, начиная с 26 января 2024 года Т-811 начали работу на маршрутах № 1 и № 4. |
| Беларусь | Мозырь          | 4 единиц   | 2024        | 03.07.2024 были переданы 2 вагона |
| Беларусь | Витебск         | 2 единицы  | 2025        | 28.01.2025 поступила информация о закупке 2 вагонов                                                                                  |

## Модификации

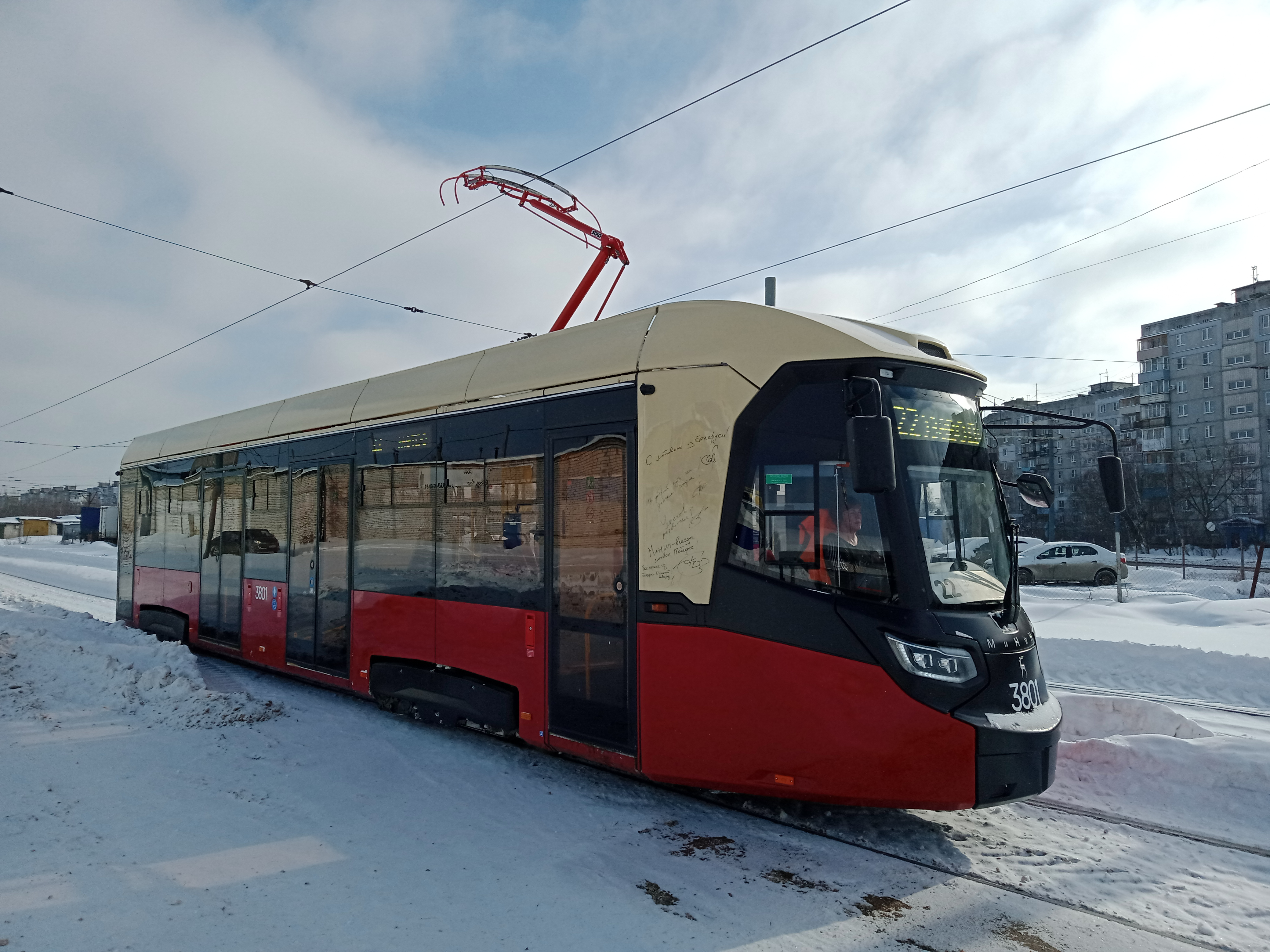
БКМ-811 МиНиН № 3801, в Нижнем Новгороде

### Т811 МиНиН
АКСМ-Т811 МиНиН — это специальная модификация базовой модели разработанная для Нижнего Новгорода и совместного производства с ООО «СП «Нижэкотранс».
Название «МиНиН» это аббревиатура, образованная от сочетания «Минск и Нижний Новгород»

### Т811-Синара
АКСМ-Т811 Синара — модификация разработанная Синарой для собственной концессионной сети в Краснодаре.
Основное отличие от базовой модели — возможность сцепляться в систему многих единиц.